# 徐霖 (開封)
徐霖（1430年—？），字洪霑，河南開封府許州襄城縣人，明朝政治人物。進士出身。

## 生平
河南鄉試第三十六名。成化二年（1466年）丙戌科會試第一百二十八名，殿試登進士第三甲第二百三十七名。时忻王朱見治出阁读书，命徐霖、张宽等人侍讲读。六年二月授翰林院检讨，後官刑部员外郎。

## 家族
曾祖父徐榮。祖父徐仁興。父亲徐義。